# Malmö–Limhamns Järnväg

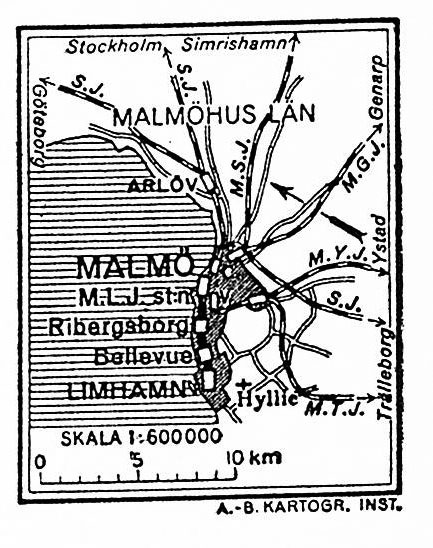
MLJ. Karta 1926.

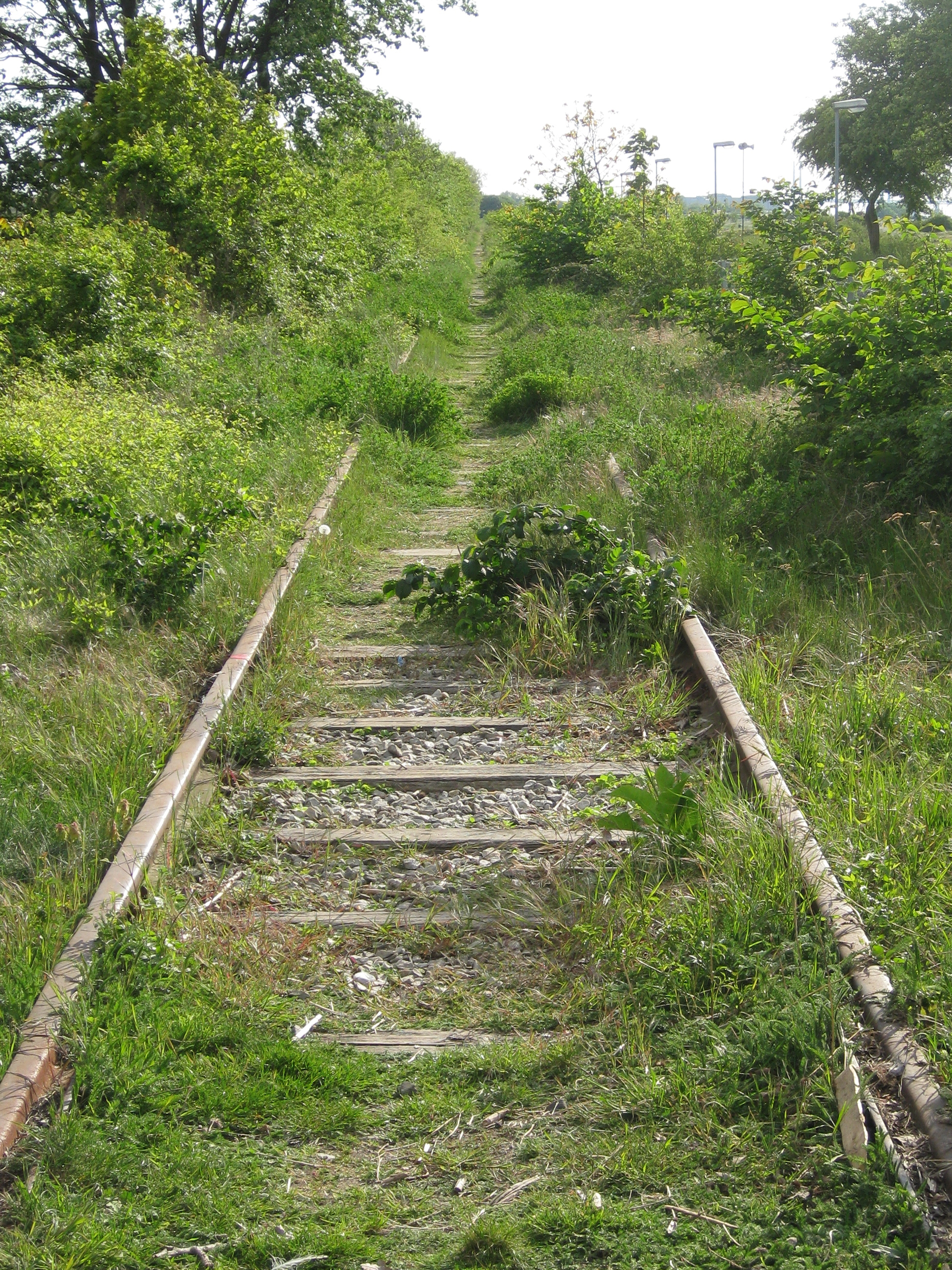
Järnvägen strax före rivningen.

Malmö–Limhamns Järnväg (MLJ) var en normalspårig järnväg, som sträckte sig mellan den nuvarande Malmöstadsdelen Limhamn (i vidare mening även Kalkbrottet) och Limhamnstationen nära Malmö V.
Banan invigdes år 1889 med Skånska Cement AB under ledning av R.F. Berg som initiativtagare. Järnvägen tillkom så att en cementfabrik kunde anläggas i Limhamn, men den kom även att få en omfattande persontrafik och anses under en period ha varit Sveriges mest lönsamma järnväg. Järnvägen brukade i folkmun kallas "Sillabanan" på grund av att kvinnliga fiskförsäljare, så kallade "(silla)prångare", från Limhamn använde järnvägen för att transportera sill och annan fisk till Malmö för försäljning på Fisktorget där. Persontrafiken hade för övrigt som enda svensk järnväg fjärde klass, vilket innebar vagnar med träinredning utan sittplatser (däremot saknades första och andra klass). Berg hade inspirerats till detta av Berlins förortsbanor, där fjärde klass fanns för att erbjuda arbetare resor till lägre taxa. De allra flesta resorna på MLJ kom också att ske i fjärde klass.
I Limhamn fanns även ett stort smalspårigt järnvägsnät med industrispår som förband kalkbrottet med hamnen, men detta tillhörde inte MLJ.

## Historik
Ursprungligen låg stationshuset i Malmö precis väster om Varvskanalen, så det var en bra bit att gå - både till Västra station och Centralstationen.
År 1897 förlängdes banan 500 meter och anslöts till centralstationens bangård. Då uppfördes ett mindre stationshus mellan de två andra stationerna nära Bagers plats.
Banan byggdes, likt Södra stambanan in till Malmö på sin tid, längs med strandkanten och på utfyllningar gjorda i havet. Detta skulle visa sig särskilt sårbart vid julorkanen 1902, som för en tid ledde till att trafiken på banan lamslogs helt då banvallen mellan Limhamn och centrala Malmö spolades bort av havhavsvattnet. Banan var dock så lönsam att den byggdes upp på nytt och återöppnades 1903, men denna gången med kraftigt utökade vallar mot havet som gjorde att tågen inte längre körde längs strandkanten.
Eftersom utfyllningarna var gjorda av grus och såg ganska tråkiga ut, funderade man om det inte fanns något annat användningsområde för dem. Detta ledde till att man under 1920-talet kom att skapa Ribersborgsstranden ("Ribban") med Ribersborgs kallbadhus, som snabbt blev stadens främsta sandstrand och friluftsbad och att området vid järnvägen kom att bli en del av Limhamnsfältet.
År 1915 utbyggdes Malmö stads spårvägars linje 4 till Limhamn längs med nuvarande Erikslustvägen, varvid persontrafiken skars ned till ett minimum för fiskargummornas behov. Skånska Cement AB och andra industrier i Limhamn hade dock fortsatt stort behov av banan varför godstrafiken förblev omfattande under lång tid därefter.
År 1945 upphörde persontrafiken helt, men återkom tillfälligt under spårvägstrejken våren 1951.
Banan fick, skulle det visa sig, viss betydelse för andra industrier som anlades i dess närhet och är en av de få svenska järnvägar som aldrig blev förstatligade.
På den industrimark som anlades på utfyllnadsmark mot havet under 1940-talet, skapades andra industrier, bland annat Ljungmans Verkstäder med bensinpumpstillverkning. Vissa av dessa industrierna kom att få spåranslutningar. Kockums' stora varvsanläggning hade också, och har ännu, en spåranslutning till banan då banan strök med längs med den södra sidan av varvsanläggningen. Här anlades andra ännu existerande industrier såsom Nordmills, som länge använde banan.
Efter cementtillverkningens nedläggning upphörde även godstrafiken på banan väster om Nordmills och Kockums industrier. Det sista godståget till Limhamn rullade under tidigt 2000-tal. Banan hade fram till 2005, innan Citytunnelns byggstart, förbindelse med övriga järnvägsnätet, men blev då tillfälligt avklippt mot Malmö C för att byggarbetet skulle kunna pågå.
Under Citytunnelns byggfas betjänades godstrafiken till Kockums industrier och NordMills av s.k. vagnbjörnar, specialbyggda släpvagnar till lastbilar som är byggda och dimensionerade för att kunna lasta även järnvägsfordon. I slutet av september 2009, öppnades banan på nytt från centralstationens bangård fram till Nordmills och Kockums, med delvis ny och lite nordligare sträckning,
Sträckan från Västra Varvsgatan längs Ribersborgsstranden till Limhamn skulle dock rivas upp.
Banverket föreslog till kommunen att banan kunde göras om till spårväg. Andra föreslog dressincykling på den nedlagda sträckan. Men Malmö stad spådde en barriäreffekt av järnvägen längs med ett Ribersborg under utveckling, och rev 2009 upp rälsen. Den gamla bangården i Limhamn saknade därefter anslutning till järnvägsnätet och revs upp till förmån för ett nytt bostadsområde på det gamla Cementaområdet.
När tillverkningen av rälsgående servicefordon på Kockums industriområde upphörde 2005, slutade Kockums använda järnvägen. Vid årsskiftet 2015–2016 gick det sista godståget mellan Nordmills och Malmö C, då mjöltillverkaren numera gör alla sina transporter på lastbil.
Resterande järnväg revs upp i etapper i och med omvandlingen av Varvsstaden till bostadsområde. Spåren bortom Skeppsgatan försvann på 2010-talet, så även spåren inne på Kockums område. Spåren vid Nordmills samt kopplingen till Malmö godsbangård försvann i början av 2020-talet. År 2023 minner bara ett kortare stycke hamnspår i Bassängkajen bakom Nordmills om järnvägstrafiken.

## Galleri

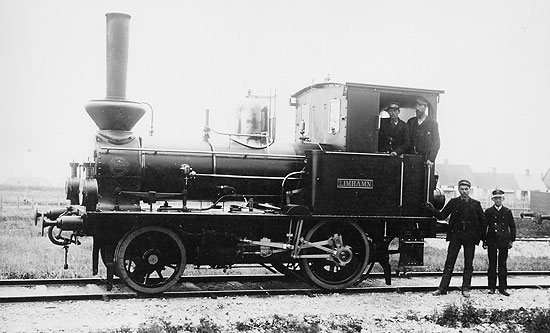
Malmö–Limhamns Järnvägs ånglok nr 1 Limhamn, mellan 1906 och 1909 tillhörigt Sävsjöström-Nässjö Järnväg som SNJ 3. Fotot taget omkring 1890.
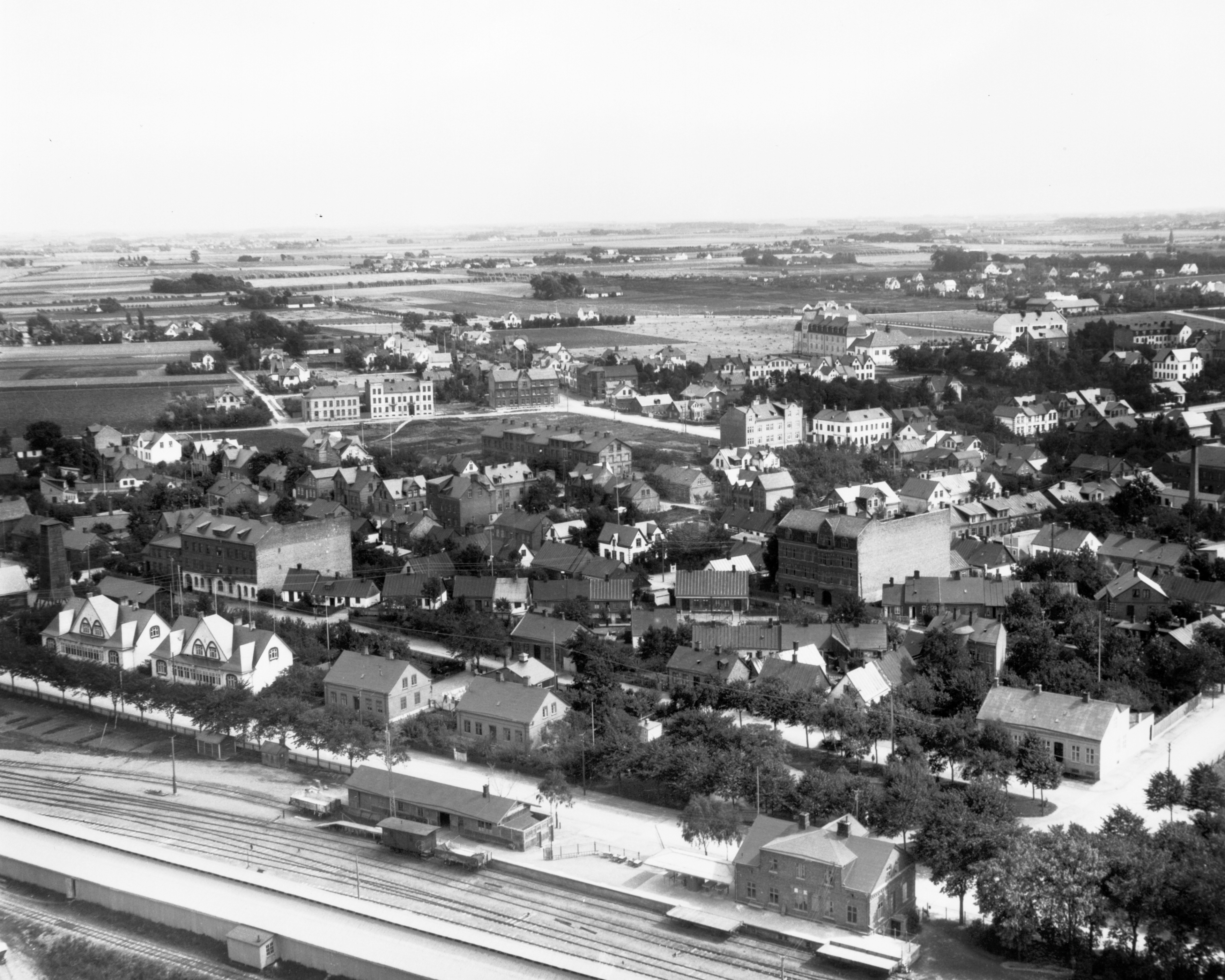
Nere till höger syns Limhamn station 1921. Till vänster (öster) om stationen, syns det vita godsmagasinet. Stationshuset låg precis nordöst om dagens korsning mellan Limhamnsvägen och Murbruksgatan. Byggnaden revs 1974.
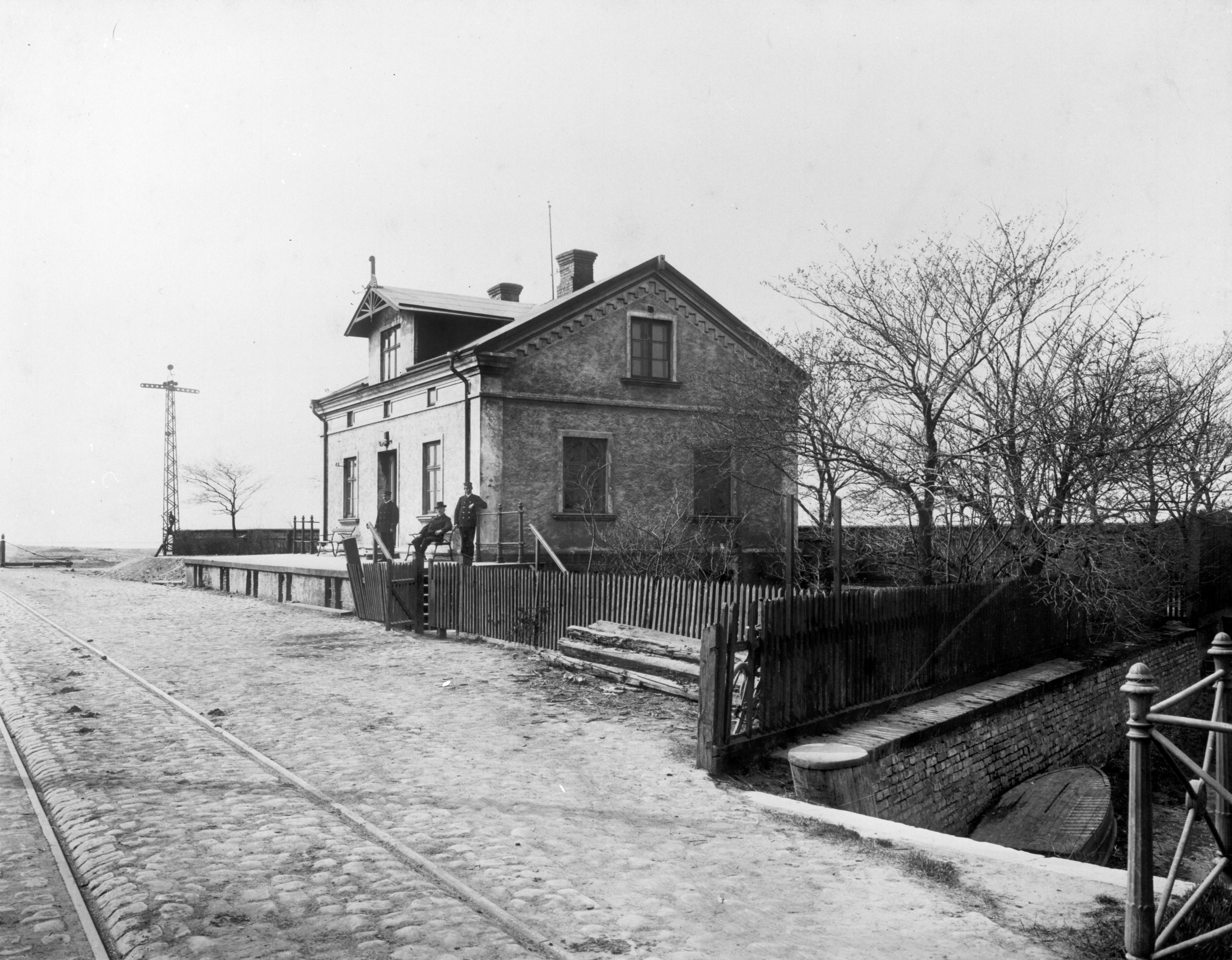
MLJs första stationshus i Malmö. Efter förlängningen till Bagers Plats fungerade stationen som godsstation. År 1955 flyttade godshanteringen till Malmö V varefter byggnaden och bangården revs.
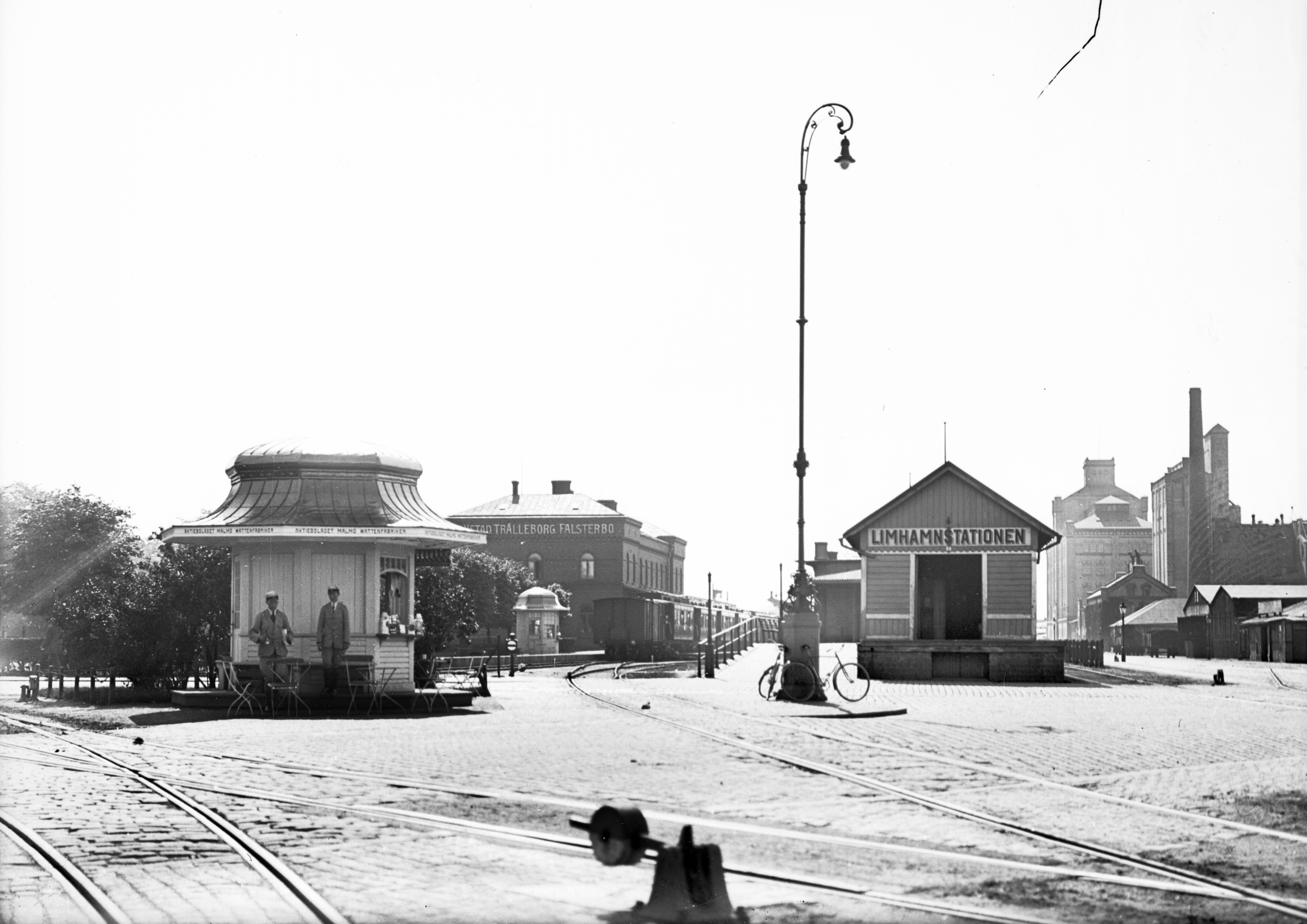
MLJs andra stationshus skymtar i bild precis bakom godsmagasinet till höger och låg vid dagens hållplats Anna Lindhs Plats, läge C. Byggnaderna revs 1960.
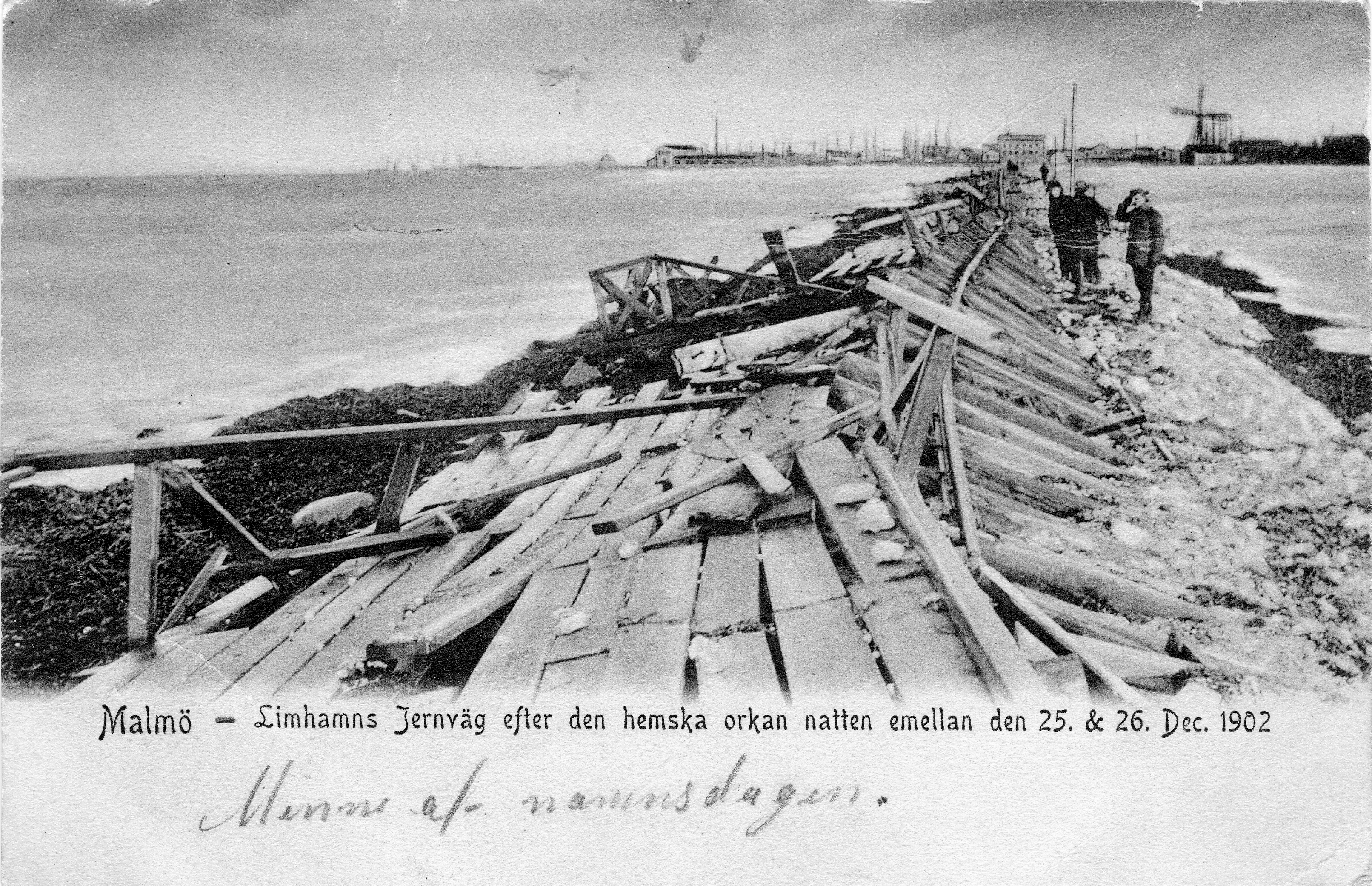
Banvallen efter Julorkanen 1902. Denna del av banvallen låg i allén i dagens Öresundspark, vid hundbadplatsen på Ribersborg.
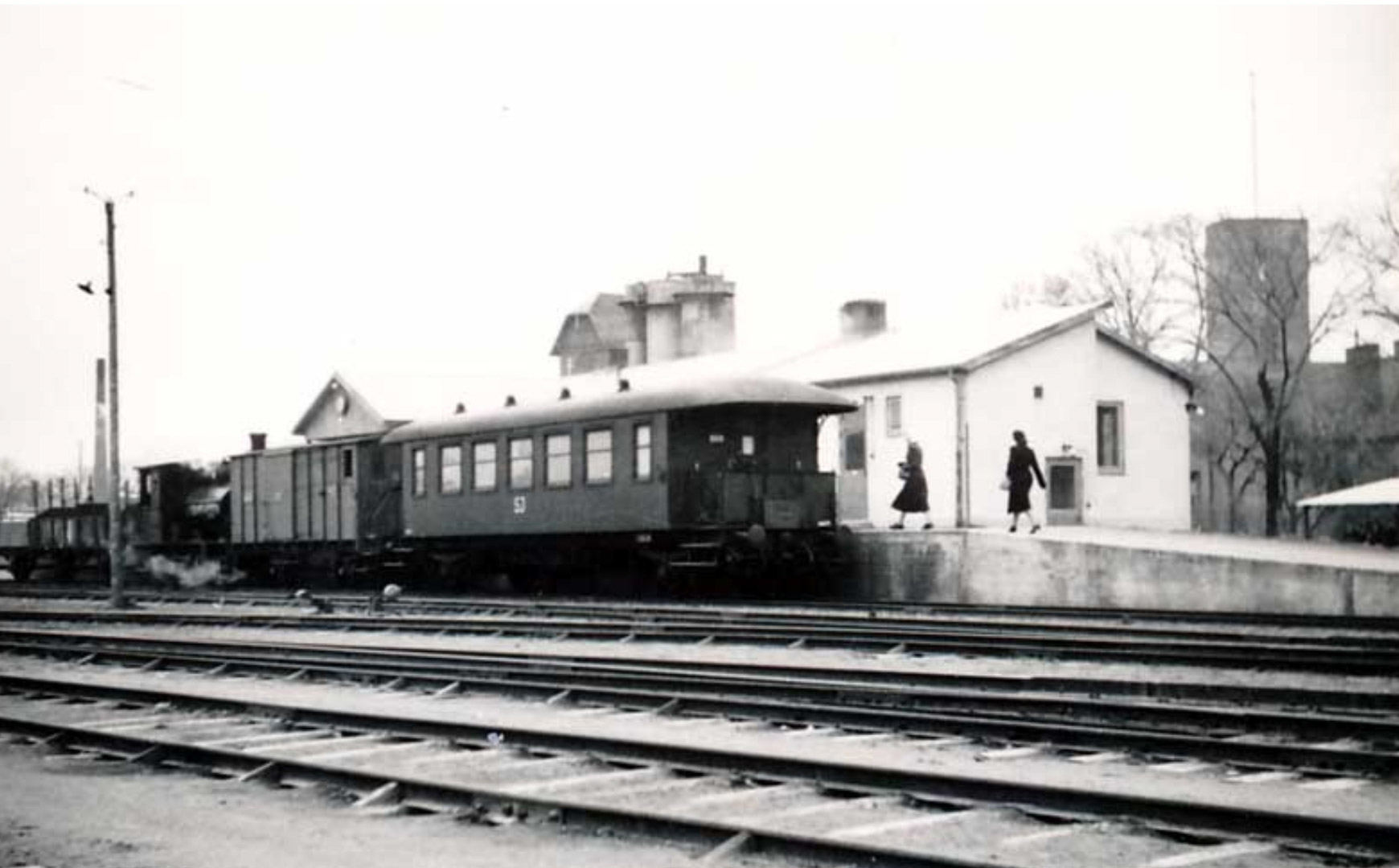
Limhamns Godsmagasin under spårvagnsstrejken 1951. Byggnaden var då banans kontor, men fick även tjänstgöra som stationsbyggnad eftersom stationen hyrts ut till privatbostad. Godsmagasinet revs 2011.